# Бездјечи у Трнавки
Бездјечи у Трнавки (чеш. Bezděčí u Trnávky) је насељено мјесто са административним статусом сеоске општине (чеш. obec) у округу Свитави, у Пардубичком крају, Чешка Република.

## Становништво
Према подацима о броју становника из 2014. године насеље је имало 223 становника.